# Velikkakathu Sankaran Achuthanandan
Velikkakathu Sankaran Achuthanandan (en malayalam : വേലിക്കകത്ത് ശങ്കരന് അച്യുതാനന്ദന്), né le 20 octobre 1923 à Alleppey (Travancore, Raj britannique) et mort le 21 juillet 2025, est un homme politique indien, membre du Parti communiste d'Inde (marxiste). Il est ministre en chef de l'État du Kerala de 2006 à 2011.

## Biographie
Velikkakathu Sankaran Achuthanandan est l'un des dirigeants fondateurs du Parti communiste d'Inde (marxiste) CPI (M) dont il est membre du bureau politique de 1985 jusqu'à juillet 2009, quand il est nommé à la commission centrale du parti en raison de ses positions idéologiques.
Après la victoire du Front démocratique de gauche aux élections législatives de l'Assemblée du Kerala, Achuthanandan devient ministre en chef de l'État le 18 mai 2006, à l'âge de 82 ans. Il met en œuvre différentes actions, notamment la campagne de démolition à Munnar qui permet la récupération d'hectares de terrains occupés illégalement, la campagne de démolition à Kochi MG Road qui permet la récupération de la bande d'arrêt d'urgence de la route perdue depuis longtemps, la campagne de lutte contre le piratage de films, ainsi que sa lutte contre la mafia de la loterie dans l'État. Il joue un rôle important dans la condamnation de l'ancien ministre R. Balakrishna Pillai à la suite d'accusations de corruption.
Achuthanandan prend également les devants dans la promotion du logiciel libre dans l'État, et surtout dans l'adoption de logiciels libres dans le système d'éducation publique de l'État.
Lors des élections de 2011, le Front démocratique uni, dirigé par le parti du Congrès remporte une courte majorité absolue, mettant fin au gouvernement d'Achuthanandan qui est remplacé par Oommen Chandy.